# Volevo essere un duro
Volevo essere un duro è un singolo del cantautore italiano Lucio Corsi, pubblicato il 12 febbraio 2025 come secondo estratto dal quarto album in studio omonimo.
Il brano è stato presentato in gara alla 75ª edizione del Festival di Sanremo, classificandosi al secondo posto e vincendo il premio Premio della Critica "Mia Martini". Con il medesimo brano, Corsi è stato selezionato per rappresentare l'Italia alla 69ª edizione dell'Eurovision Song Contest, dove si è classificato al 5º posto su 26 finalisti, registrando in tutto 256 punti.

## Antefatti e descrizione
La ballata rock, scritta dallo stesso Corsi assieme a Tommaso Ottomano, che ne ha curato la produzione con Antonio Cupertino, si sviluppa come una riflessione sulle aspettative personali e sociali riguardo all'immagine di sé, rispetto al bullismo. In un'intervista concessa in occasione del Festival di Sanremo 2025, Corsi ha descritto il significato del suo brano, affermando:
Alla fine della kermesse, il cantautore si è aggiudicato il Premio della Critica "Mia Martini", concludendo quindi al secondo posto, dietro a Balorda nostalgia di Olly. In seguito alla rinuncia di quest'ultimo per rappresentare l'Italia all'Eurovision Song Contest 2025, la Rai, tramite una selezione interna basata sull'ordine di classifica della kermesse, ha selezionato Corsi come rappresentante nazionale per la manifestazione europea. In tale occasione, l'artista si è classificato al quinto posto su 26 finalisti, registrando in tutto 256 punti (di cui 159 dalle giurie nazionali e 97 dal televoto).

## Promozione
Dopo la conferma del cantautore tra i big in gara al Festival di Sanremo 2025, annunciata da Carlo Conti al TG1 il 1º dicembre 2024, il titolo del brano è stato rivelato il 18 dicembre nel corso della finale della diciottesima edizione del concorso canoro Sanremo Giovani.

## Accoglienza
Volevo essere un duro è stato accolto con recensioni favorevoli da parte della critica specializzata.
Andrea Laffranchi del Corriere della Sera scrive che la canzone presenta la «delicatezza di Ivan Graziani e il piglio del glam rock», associando il racconto del testo a una fiaba. Gianni Sibilla di Rockol afferma che la canzone «nell'essenza è un'altra ballata, ma con un arrangiamento che tra archi e chitarre ha un sapore anni '70 quasi alla Elton John» il cui testo «gioca con gli stereotipi del machismo». Alvise Salerno di All Music Italia scrive che sebbene il brano non rappresenti a pieno il percorso cantautorale di Corsi, esso si apre al grande pubblico grazie alla «semplicità melodica e immediatezza vocale oltre che testuale».
Filippo Ferrari di Rolling Stone Italia riporta che la canzone sia tra le produzioni migliori della carriera del cantautore, trovando il testo «pieni di immagini che fanno ragionare sulla vita e su che casino sia diventare adulti». Roberta Marchetti di Today afferma che il brano sia «introspettivo ma leggero» impostato su di una «una melodia fresca, che invita ad abbracciare le proprie fragilità».

## Video musicale
Il video musicale, diretto da Tommaso Ottomano, è stato pubblicato in concomitanza all'uscita del brano attraverso il canale YouTube del cantautore. Il videoclip vede la partecipazione degli attori Massimo Ceccherini, Leonardo Pieraccioni, Laura Locatelli, Alvise Cimarosti e Mariia Zhizhkun, e contiene numerosi richiami ad altre opere tra le quali i video musicali di Black or White di Michael Jackson e Walk This Way degli Aerosmith con i Run DMC e i film L'esorcista, Ritorno al futuro e Tenacious D e il destino del rock da cui riprende la scena iniziale legata al brano Kickapoo dell'omonimo gruppo.

## Tracce
Testi e musiche di Lucio Corsi e Tommaso Ottomano.
1. Volevo essere un duro – 3:05

## Classifiche
| Classifica (2025) | Posizione massima |
| ----------------- | ----------------- |
| Austria           | 17                |
| Finlandia         | 43                |
| Germania          | 85                |
| Grecia            | 20                |
| Islanda           | 16                |
| Italia            | 3                 |
| Lettonia          | 10                |
| Lituania          | 3                 |
| Norvegia          | 61                |
| Paesi Bassi       | 78                |
| Portogallo        | 119               |
| Svezia            | 30                |
| Svizzera          | 11                |

## Riconoscimenti
- Festival di Sanremo
  - 2025 – Premio della Critica "Mia Martini" sezione "Campioni"[7]
- Targa Tenco
  - 2025 – Miglior canzone[50]